# アゾフ旅団 (ウクライナ国家親衛隊)

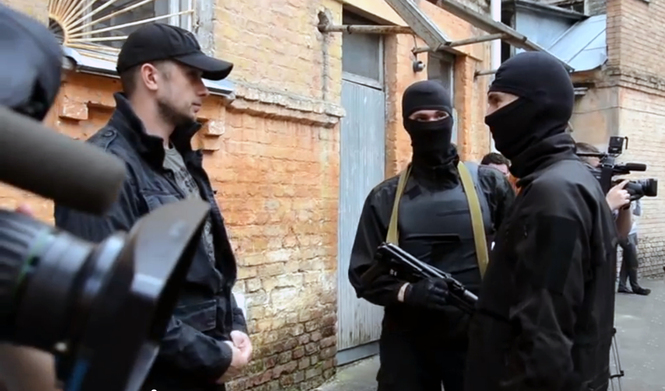
アゾフ連隊の義勇兵

第12特務旅団アゾフ（だい12とくむりょだんアゾフ、ウクライナ語: 12-та бригада спеціального призначення «Азов»)、アゾフ旅団（ウクライナ語: Бригада НГУ «Азов»）、または単にアゾフは、ウクライナ国家親衛隊の旅団で、アゾフ海沿岸のマリウポリを拠点とする。
2023年に旅団に拡充される以前のアゾフ連隊（ウクライナ語: Полк Азов）は通称で、ウクライナ国家親衛隊での正式な部隊名は、東部作戦地域司令部第12特務旅団隷下のアゾフ特殊作戦分遣隊（ウクライナ語: Окремий загін спеціального призначення «Азов»）だった。
2014年ウクライナでの親ロシア派騒乱で親ロシア派に対抗するため発足した。ゼレンスキー大統領の政治支援を行っているウクライナ・オリガルヒのユダヤ人、イーホル・コロモイスキーはアゾフ大隊に資金提供し武装化した。同年5月の創設当初は義勇兵部隊であったものの、ドンバス戦争で対親露派・分離主義者の戦闘で名をあげ、ドンバス危機以降の11月からは国家親衛隊として機能するようになり、2014年11月11日のウクライナ内務大臣アルセン・アバコフの署名によってアゾフ大隊は正式にウクライナ国家親衛隊に編入された。
 創設当初は極右・右翼やネオナチ、ナショナリストとして報じられた。2022年4月時点の日本では、白人至上主義者や反イスラーム主義者は排除され、ウクライナ民族主義に基づく精鋭部隊として報じられている。一方、国連人権高等弁務官事務所（OHCHR）は、2022年2月27日にウクライナ国家親衛隊のTwitter公式アカウントに投稿された動画によるアゾフ連隊のイスラム教徒への差別、並びにネオナチ賞賛を批判している。
2022年ロシアのウクライナ侵攻では、ロシア政府はアゾフ大隊の存在を侵攻のプロパガンダの対象の一つとした。ルポライターの清義明やワシントン・ポストは、ロシア政府の侵攻プロパガンダを問題視した上で、侵攻後のアゾフ連隊志願兵に白人至上主義等のネオナチとして知られる人物らの参加、またナショナル・コー（国民軍団）やS14（C14）等のアメリカ合衆国国務省から国家主義的なヘイトグループ、またテロ組織登録されている極右・ネオナチと呼ばれる勢力の政権、行政、司法への関与がホワイトウォッシュされているとして、ウクライナ政府のプロパガンダに関しても警告している。

## 概要

### FCサポーターとしての前身
アゾフ連隊の歴史は、ハルキウのサッカークラブFCメタリスト・ハルキウのウルトラス（熱狂的なサポーターグループ）として1982年に設立された「Sect 82」にまで遡る。またこの団体は設立当初から少なくとも2013年9月まではロシア連邦のFCスパルタク・モスクワのウルトラスと同盟を組んでおり、友好関係を築いていた。両グループはスタンドやウルトラクラブ間の「戦い」でお互いを支え合った。スパルタクスのウルトラスの中でも特に過激派グループのシュコラに近かった。最後にこの協力関係が確認されたのは2013年9月15日で、この日、スパルタクのウルトラスが、ハルキウのメタリストと、キーウのダイナモのファンの間の戦いに参加し、メタリスト側に加勢した。

### ユーロマイダン後の志願兵
アゾフ連隊設立の背景には、ユーロマイダンクーデター後の2014年2月から4月にかけてハルキウでも激化していた革命政府とクーデター反対派との戦闘がある。ハルキウ州庁舎ビルを巡り、革命政府とクーデター反対派が争っていた際、革命政府側の勢力として、Sect82メンバーを中心とする、地元側の自警団として機能した「東部中隊」が結成された。東部中隊が出現したと同時に、アゾフ大隊のバックボーンはアンドリー・ビレツキーの周りに形成された。その後、構成員の制服の色から「Black Men」と呼ばれた。
この組織はアルセン・アバコフ内務大臣と当時のドネツク知事のセルヒ・タルタの支持を得てすぐに内務省の一部のボランティアの警察大隊となり、その地域で戦争が発生した場合にハルキウを保護する役割を課された。アルセン・アバコフ内務大臣は、集団を「ハリコフの黒百人組」と呼んだ。ハルキウでは戦争は起こらなかったため、「東部中隊」はドンバスに行き、志願兵は2014年6月にマリウポリの解放に参加し、イロヴァイスクとシロキノの戦いに参加した。
アゾフ連隊は、その中核となったグループのほぼ発足当初から、2014年3月にドネツィク地方行政の長となった実業家セルヒイ・タルタによって支援された。アバコフ内務大臣の指示で、アンドレイ・ビレツキーとヴァディム・トロイアに面会したタルタ知事は、自身の生まれ故郷のマリウポリに適当な拠点を作る事を約束し、その前にアゾフをキーウ近くのノヴィ・ペトリヴツィにある国家警備隊の訓練場に送り、ジョージア軍退役軍人の教官の元、ここでアゾフは最初の訓練を開始した。
支援者の中には、2014年3月から2015年3月までドニプロペトロウシク州知事を務め、オルガルヒでもあるイーホル・コロモイスキーも含まれているとの声もある。実際、コロモイスキーはドニプロペトロウシク州知事の時代には、2014年4月、ロシア側が支援する東部の武装勢力の捕獲に懸賞金を掛け、武器の引き渡しに対しても報奨金を出しており、ウクライナでの2014年の親ロシア派騒乱への対応として、2014年4月に自州に「ドニプロ-1」特別任務パトロール警察大隊として最初に設立、この他にこの時、アイダール大隊、アゾフ大隊、ドニプロ1、ドニプロ2、ドンバス大隊の各部隊にも資金提供したとみられている。

### 警察大隊として
2014年4月、アルセン・アバコフ内務大臣は、 ウクライナでの親ロシア派騒乱を受けて特別警察大隊を創設するよう命令を出し、5月にアゾフ大隊はそれを受けて発足した特別パトロール警察大隊（ボランティア大隊）うちの一つとなった。
アゾフ大隊などの特別パトロール警察大隊は、ウクライナやロシアなど旧ソ連圏に多いミリツィア（民警、「ミリシア」の項目の「ミリツィア」の解説を参照）に近い組織と目され、特に英国メディアでは、National Militiaと表現される事も多かった。

### ウクライナ国家親衛隊への編入
2014年11月以降はウクライナ国内軍を改編して創設されたウクライナ国家親衛隊の東部作戦地域司令部（本部ハルキウ）の第12特務旅団（本部マリウポリ）隷下のアゾフ特殊作戦分遣隊（通称アゾフ連隊）となっている。その作戦行動と訓練は東部作戦地域司令部12特務旅団長の指揮下にある。連隊の兵士は政府から給料や戦闘用車両と戦車などの装備が支給されており、内務大臣の指令の元、ウクライナ陸軍とともに、ロシア軍や分離独立派との戦闘に参加している。

### 2022年ロシアによるウクライナ侵攻
2022年のウクライナ侵攻では、ロシア側が「特別軍事作戦」を行う目的として掲げるウクライナの「非ナチ化」の口実としている。捕虜となったロシア兵からは、ロシア当局から「黒い制服を着た奴はナチス」と言われていたなどの証言が得られている。
ウクライナ国家親衛隊の東部作戦地域司令部第12特務旅団アゾフ特殊作戦分遣隊として戦闘に参加、ウクライナ軍の他、「カストゥーシュ・カリノーウスキ大隊」など、ウクライナ領土防衛部隊外国人軍団に参加した外国人義勇兵とも連携している。
2022年3月14日に主要メンバーの一人であるミコラ・クラフチェンコがマリウポリで戦死した。3月16日にはロシア軍将官としては4人目の戦死者となるオレグ・ミチャエフ少将を殺害したと発表している。
同年2月24日、緊急で工場を停止したアゾフスタリ製鉄所に侵入したロシアの破壊工作員が従業員に発砲し、ウクライナ軍に逮捕された。以降、ウクライナ軍とともに製鉄所に留まり、地下通路に避難した従業員やマリウポリ市民とともにロシア軍に包囲された。国連と赤十字国際委員会（ICRC）の仲介と支援によって民間人の避難が行われた後、5月16日に降伏し、バスでドネツク人民共和国に移送された。アゾフ旅団の下士官、アナトリー・イエホロフはNHKの取材に対し、「捕虜はロシア軍によって非人道的な扱いを受けているが、特にアゾフのメンバーは扱いが酷く虐待の他にも虚偽の罪を自白させられるなどしている。」と主張した。捕虜の実態について内部告発者からグラグ・ネットに情報が寄せられている。
同年6月29日、ロシアとウクライナ間で捕虜交換が行われ、ロシアの捕虜になっていた144人のウクライナ兵士が戻った。うち半数近くがアゾフ連隊の所属であった。ほとんどは銃弾や砲弾、爆発による負傷をしており、重症者であるため、すぐに前線に戻る可能性は低いと報じられている。
同年9月1日、アゾフスタリ製鉄所で捕虜となり、捕虜交換でウクライナ側に戻ってきた隊員3人のインタビューがザ・インサイダーに掲載された。3人によると、製鉄所で戦闘任務を続けられる隊員はほとんどいなかったとされ、兵士の死亡率は40～80％と推定している者がいるほか、少なくともアゾフ連隊では3人に1人が死亡したとしている者もいるとされる。戦闘での死傷者以外に、少なくとも5人が自殺しているとされ、また1週間ノンストップでのハードワークでよく眠れず、アドレナリンが出ている状態で動き続け、体調が悪化して死亡する者もいたとされる。身体に負荷をかけすぎた結果であるという。アゾフスタリからは、安定した治療を必要とする重傷者、すでに安定した歩行困難な負傷者、軽症者、生き残った者たちと指揮官たちと4つにグループ分けしてノボアゾフスクに運ばれたと話している。
彼らはマリウポリの町が破壊された責任を自分たちに押し付けられたと主張している。町の破壊について、「恥ずかしくないのか？」と口々に言ってきたドネツク人民共和国（DNR）の兵士に、「なぜ、恥ずかしくなければならないのか？自分の街を守ったから？私はマリウポリ出身だが、私が自滅していたとでもいうのか」と自らがマリウポリの住民であることを説明したとされる。彼らは「DNRの兵士たちはロシアが街を地球上から消したことを理解しており、以降、何も言わなくなった。」と述べ、また、DNRのマスコミは「ロシアを滅ぼす」「ナチス」の画を撮りに訪れたが、マリウポリの住民であることをありのままに話す以外にはなく、彼らには「私たちの連隊では、兵士の6〜7割がロシア語を話しているのに、ロシア語を話す人たちを侵害していると言うのですか」と言ったとされる。彼らは「DNRのマスコミは、ファシスト・ナチスであるという話にすり替えようとしても何ら立証できなかった。」と主張している。
DNR当局は捕虜交換に影響するとも言って、連隊の司令官たちについての不利な証言を要求した。民間人を殺害したことを自白するよう求めてきたが「武装していない人に発砲することは決してない」と主張したという。
またDNRの兵士たちの言葉から察するに、彼らはDNRとルガンスク人民共和国（LNR）の国境を守ってくれることをロシア軍に期待していたようであると話している。しかしロシア軍の答えは「私たちには独自のタスクがあります。ドネツクを確保するという目標はありません。別の方向性があります」といったものであった。
同月22日、ロシア兵56人(兵士55人とヴィクトル・メドヴェドチュク)とウクライナ兵ら215人が交換されたことが公表された。トルコとサウジアラビアの仲介により、ウクライナ兵205人と戦闘に加わった外国人10人が解放された。アゾフスタリ製鉄所で投降したアゾフ大隊の司令官5人が含まれており、この5人についてはロシアとの交戦が終わるまでウクライナに帰還せずにトルコに留まることが条件であるという。この内の1人は通称「レディス」という人物とされる。
捕虜交換には、水面下でバチカンが尽力したことが分かっている。
2023年6月14日時点ではマリウポリ陥落後の生存者と捕虜交換で戻ったメンバーは600人～700人ほどとされ、補充のために新兵を募集した。開放された捕虜の1人でレディスの部下だったアナトリー・イエホロフは復帰してキーウで新兵教育を行っている。
2023年1月、部隊増強に伴い、第12特務旅団アゾフに改編され、第12特務旅団の旅団番号を継承し、アゾフ連隊自体が第12特務旅団となった。

## 歴代指揮官・構成員
初代司令官は、アンドリー・ビレツキー（2014年5月から10月）。イーホル・ミハイレンコとマクシム・ゾリンが司令官を務めた後、2017年3月からの司令官はデニス・プロコペンコ。2022年4月時点では、マリウポリのアゾフスタリ製鉄所での抗戦を指揮する司令官はマクシム・ゾリンである。
連隊のメンバーはドンバス地域を中心とした、ウクライナ東部のロシア語話者達によって構成されている。これらウクライナ東部地域は現在親ロシア派の「ドネツク人民共和国」や「ルガンスク人民共和国」の支配地域となっている地域もあり、当地の反分離独立派、親ウクライナ政府支持者からも人員を集めている。ただし、現在はキーウなどウクライナ西部の住民も紛争の激化から多く参加している。多くの者がマリウポリに暮らし結婚しているマリウポリ市民であるという。
外国人戦闘員の募集と誘致を行なっているともされる。デイリー・テレグラフによると、ブラジル、イタリア、イギリス、フランス、米国、ギリシャ、スカンジナビア半島、スペイン、スロバキア、チェコ、そしてロシアの人々を含む外国人メンバーがおり、約50人のロシア国民がアゾフ連隊のメンバーとなっている。

### 歴代司令官
- アンドリー・ビレツキー - 2014年5月〜10月

- イーホル・ミハイレンコ（ウクライナ語版） - 2014年10月〜2016年8月

- マクシム・ゾーリン（ウクライナ語版） - 2016年8月〜2017年9月

- デニス・プロコペンコ - 2017年9月〜2022年5月(同月にロシア軍の捕虜となる)

- ミキタ・ナドトーチ（ウクライナ語版）(代行) - 2022年6月17日—2023年？月

- ボフダン・クロテヴィチ(代行) - 2023年
- デニス・プロコペンコ - 2023年7月〜2025年4月
- ボフダン・グリシェンコフ - 2025年4月[57]〜

## 編制
2023年6月14日時点で兵力規模は7000人、内6300人はマリウポリ陥落後に募集した新兵とされる。
- 旅団司令部（マリウポリ）
- 第1特務大隊
- 第2特務大隊
- 戦車大隊
- 野戦砲中隊
- 偵察中隊
- 警備中隊
- 工兵中隊
- 修理中隊
- 補給中隊
- 通信小隊
- CBRNE防護小隊
- 教育大隊
  - 連隊本部（キーウ）
  - 連隊本部（マリウポリ）
  - 連隊本部（ベルジャーンシク）

## 装備
当初から装備の多くはウクライナ政府軍と同じであり、その大部分は自動小銃AK-74であるが、中にはIMI タボールやウクライナの国内軍需産業であるRPC Fort社製の銃器、豊和M1500といった西側諸国の武器も見られていた。また、以前はFASTヘルメット、イギリスやドイツの軍服が使用される場合もあった。ウクライナ国家親衛隊に統合されて以降は、ウクライナ政府から装備の提供を受けている。
義勇兵時代には黒い制服で活動しており、ウクライナ軍の軍服を着用するようになってからも、ロシア側では「黒い制服」がイメージとして残っている。

## 社会活動
キーウで募金活動を行うなど、ウクライナ国内で社会的福祉事業にも従事している。最近では、子供達やティーンエイジャーを含め、「愛国教育プロジェクト」の一環としてC14と共にブートキャンプを実施している。キャンプについては欧米のメディアに公開・密着取材が許されており、各メディアのYouTubeチャンネルでもその様子が確認できる。2022年2月には、戦時下のマリウポリで市民に銃の扱いなどを講習したと報じられている。
アゾフ連隊は公に外国人排斥を主張しているわけではないとされる他、「自分達はネオナチではない」と主張しているとされる。また、ユダヤ系ウクライナ人のヴィタリー・チェルボネンコは「ウクライナで反ユダヤ主義が拡大しているという主張は非常に誇張されている」と述べている。

## 思想・イデオロギー
アゾフ連隊の前身のアゾフ大隊はしばしば極右のナショナリストの民兵と説明されてきた。設立時のメンバーの素性からネオナチや極右との関わりが強い団体として語られることが多い。しかし、ウクライナ国内軍の組織である国家警備隊編入に伴い、政府は組織の非政治化を図り取り組んでいる。
士気は非常に高く、上官の命令にも絶対服従するとされる。

### 創始者・元司令官の転身
極右思想や反ユダヤ的思想を持っていると見られていた創始者アンドリー・ビレツキーら創始メンバーや元司令官は、独自の活動を行うため国会議員、キーウ州警察、内務省の役人などに転身した。このため、アゾフ連隊に在籍し続けることが法律上不可能になった。
- 2014年11月、元副司令官で元警察官のヴァディム・トロヤンが退き、アルセン・アバコフ内務大臣からキーウ州警察（首都キーウを管轄するキーウ市警とは管轄が異なる）の署長に就任した。この人事は、ウクライナの首席ラビのヤコフ・ブライヒとハルキウ人権保護グループとサイモン・ヴィーゼンタール・センターによって非難されたが、同時に彼らは、トロヤン側に反ユダヤ主義的見解を指す具体的な証拠がないことを認識も示していたことを『エルサレム・ポスト』が報じている[70]。
- 2014年から2019年までピレツキーは人民戦線党の支援のもと、ウクライナ国会議員であった。なお、改選の際に「最も得票数の少ない前職議員ワースト5」になり、再選できなかった。

### ナショナル・コー（国民軍団）の設立
2016年、アゾフ連隊を去った創立者ビレツキーは、元創立メンバーや元司令官たちと白人至上主義・極右政党「ナショナル・コー（国民軍団）」を設立した。
- 同年6月7日、アゾフ運動を推進するナショナル・コーに所属する極右の準軍事組織「国民の妻」（National Druzhyna、Національні дружини）が、少数民族ロマ人のキャンプを斧とハンマーで破壊した行為を、キーウでの極右自警団による2回目の事件だとラジオ・フリー・ヨーロッパが報じた。公開された動画にはロマ人女性が侮辱される様子や、メンバーが「国に栄光を!敵に死を!」と叫ぶ様子が映っている[75]。この自警団はNGOとして登録されており、アゾフ連隊のアンドリー・ビレツキーが設立した極右政党ナショナル・コープスのローマン・チェルヌィショフはこの組織を「アゾフ運動の一部」と称していた[76]。
- 同年10月19日、LGBT活動家のオレーナ・シェフチェンコは、ウクライナ西部で開催されたLGBT映画イベントが50人のアゾフと右派セクターのメンバーに攻撃され2人の男性が軽症を負ったと述べた[77]。同日のFacebookでシェフチェンコは「警察はこの妨害行為を防ぐために何もしていない」と綴っている[78]。

2018年時点での党員数は1万人から1万5000人。党の中心的な支持基盤は、ウクライナ国家親衛隊の傘下にあるネオナチのアゾフ大隊の古参兵と、アゾフ大隊に所属する民間の非政府組織であるアゾフ市民軍団のメンバーであるとされる。
同年、BBCは国家警備隊を国家が承認している民警組織として紹介し、業務に帯同するなどの取材をした。その中で、極右思想と強い繋がりがある団体や人物と見られていた、義勇軍時代のアゾフ大隊や初代司令官で当時は既にアゾフ大隊から退いていた創始者のビレツキーと結びつきを示す動画の中で紹介した。その際、その中でアゾフ大隊のロゴがナチスのモチーフに酷似している事に対するBBC側の指摘や、ウクライナでの反ユダヤ主義の活動を監視する団体National Minority Rights Monitoring GroupのVyacheslav Likhachevが、過去にウクライナ建国神話に関連して、ビレツキーが白人至上主義的な言動をしていたとする引用証言を用いて、アゾフ大隊の創設者のアンドレイ・ビレツキーは過去に人種差別的思想が疑われる言動をしていたとの疑惑を報じた。ただし、BBCはこの番組内において、現在は少なくとも公には反人種主義が愛国主義に置き換わっていると報じている。
同年、アメリカ合衆国国務省はナショナル・コー（国民軍団）を国家主義的なヘイトグループであると認定した。
2021年3月5日、アメリカ合衆国国務省はウクライナ・オリガルヒのユダヤ人、イーホル・コロモイスキーとその家族を知事時代の不正蓄財容疑で入国禁止処分とした。米国務長官アントニー・ブリンケンは、「今回の指定は在任中の行為に基づくものだが、コロモイスキーが現在行っているウクライナの民主的プロセスと制度を弱体化させる取り組みについても、その将来に深刻な脅威を与えるものとして懸念を表明する」としている。

### エンブレム
2014年以降、多くのメディアがナチスとの関連性を報じてきた。

義勇軍時代のエンブレム（2014年初頭まで使用）
アゾフ大隊のエンブレム（2014年夏～2014/2015冬まで使用）
アゾフ連隊のエンブレム（2015年春から使用)
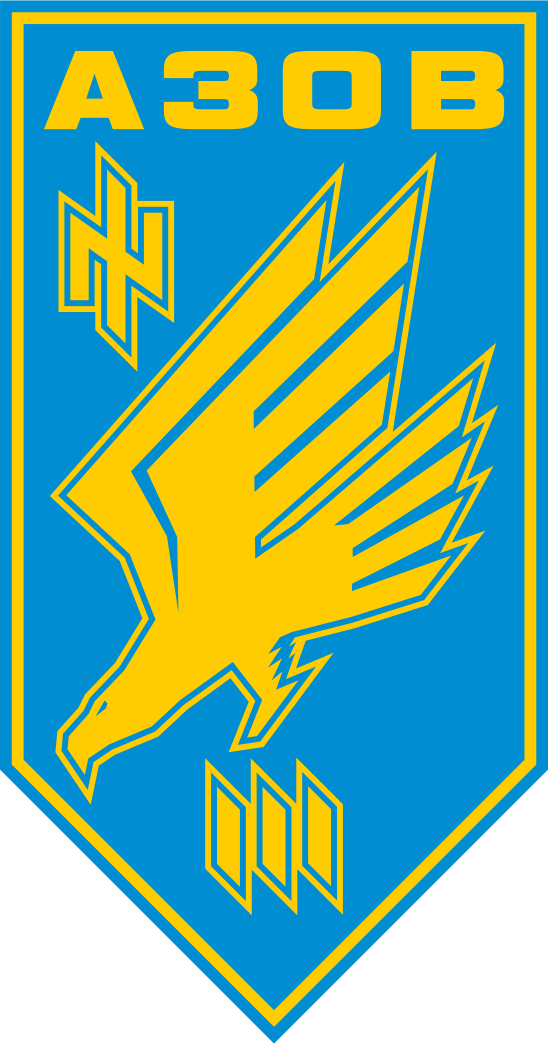
アゾフ第一大隊三百人中隊のエンブレム（2014/2015冬より使用）
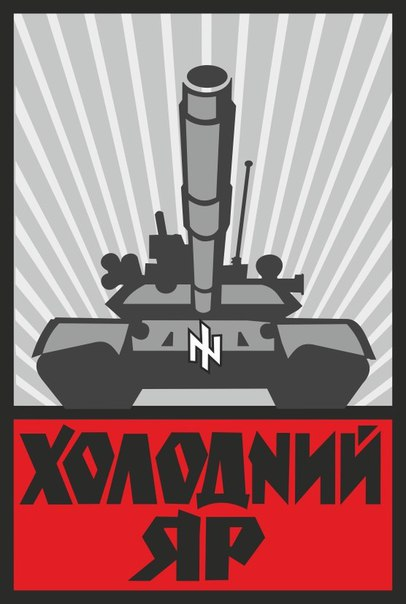
アゾフ戦車大隊「ホロドニーヤール」エンブレム（2015年春から使用）

2014年9月8日、ZDFが夕方のニュース番組の中でモスクワ特派員の報告として、一名が「SS」（ナチス・ドイツ親衛隊の略号）マークを、もう一名が兵士が鉤十字が入った戦闘用ヘルメットをかぶっている姿を実際の映像付きで報じた。この映像はTV2によってウズルフのアゾフ大隊の駐屯地で撮影されたものだが、リヒテ特派員は「疑わしい政治的背景を持つ戦闘員がウクライナ側にも見られる」ことを示すために用いた。
2015年、産経新聞は、米通信社ブルームバーグやロシア国営メディアでニュース専門局RT（いずれも電子版）が『アゾフ連隊はナチス・ドイツの象徴であるハーケンクロイツの旗を掲げ、部隊章にはナチス親衛隊が用いた紋様「ヴォルフスアンゲル」を反転した紋様を用いている』と報じたとしている。

アゾフ大隊のエンブレム（2014年夏～2014/2015冬まで使用）ネオナチズムに関連する2つのシンボルヴォルフスアンゲルと黒い太陽をフィーチャーしたと見られる意匠が使用されているエンブレム

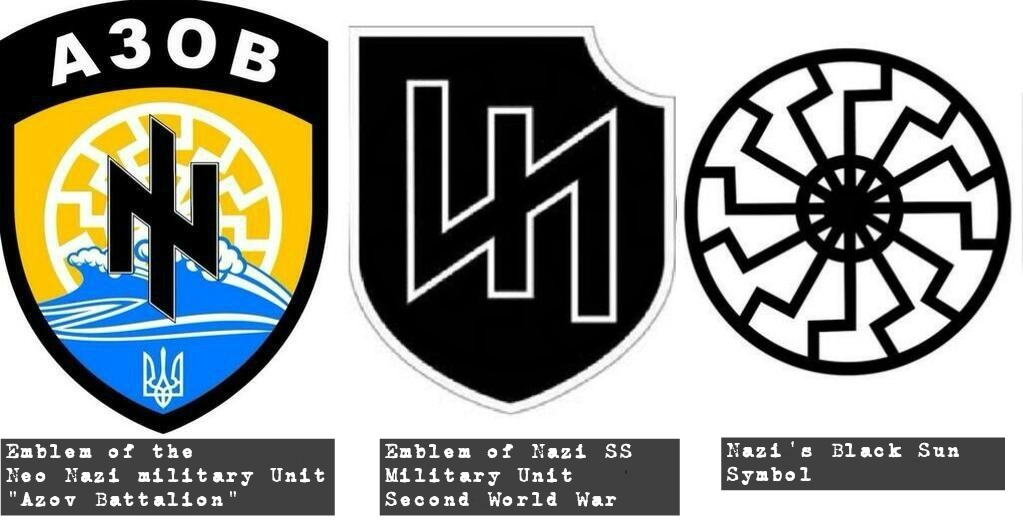
それぞれのエンブレムの比較。アゾフ大隊（左）、ナチス武装親衛隊第2SS装甲師団「ダス・ライヒ」（中）、黒い太陽（右）

ヴォルフスアンゲルは歴史的なオオカミ狩りの罠に触発された1000年以上の歴史の持つ古い紋章であり、15世紀には為政者の抑圧に対する農民反乱の紋章として採用された歴史がある。だが、前述の『産経新聞』の記事で指摘されている通り、ヴォルフスアンゲルの印章はナチス親衛隊のみならず、鍵十字も軍旗に採用していた、ナチス時代のドイツ国防軍の部隊も用いた。また、背景に描かれた黒い太陽は、紛れもなくハインリッヒ・ヒムラーが考案したと考えられている象徴であり、ヴォルフスアンゲル自体も、ナチスと無関係の仏教団体が使用している卍とは異なり、現代において使用している団体のほぼ全てはネオナチ団体である。ユダヤ人虐殺の中心となった一般親衛隊のほかに、ウクライナ人独立運動家も参加して前線でソ連軍と戦った武装親衛隊があった、アゾフ大隊が気軽に部隊章などに取り入れた一因とみる見方もある（武装SSのウクライナ人部隊については「第14SS武装擲弾兵師団」参照）。
なおアゾフ大隊側は、これは反転したヴォルフスアンゲルではなく、ナチズムに無関係なNとIの融合であるとしており、「国家思想"National Idea"」や「国家連帯"united  nation"」を表しているとしている。
使用シンボルについて、人種差別・ネオナチズム的思想の影響の疑惑や指摘をする報道が相次ぎ、2015年6月、カナダの国防大臣は、カナダ軍がアゾフ大隊に訓練や支援を提供しないことを宣言した。同年7月、米国のジョン・コニャーズ下院議員らが「ネオナチのウクライナ民兵への武器、訓練、その他の支援を制限する」として国防予算法案（HR 2685）の修正案を作成し、米国下院はこのアゾフ連隊に対して訓練および対空ミサイルを供与する計画を取りやめた支出法案の修正案を全会一致で一度可決した。しかし、12月までに最終的に援助を認める更なる修正案を最終決定の予算案として改めて可決したため、アゾフ連隊への軍事支援はしばらくの間継続した。
翌2016年以降も毎年、下院通過支出法案には、ウクライナへの米国の援助によるアゾフ連隊への禁止が盛り込まれ続けたが、国防総省らの要請により毎年最終通過前にその条項が取り除かれた。
同年1月、ユダヤ系の人権団体サイモン・ヴィーゼル・センターはカナダと米国でアゾフ連隊の新兵の訓練が禁止されていることからアゾフ連隊をネオナチ認定する発言を行った。同月16日にフランスのナント市で開催予定のイベントを阻止するよう、ナント市長に要請している。
2018年、アメリカ議会でアゾフ大隊への援助禁止を盛り込んだ支出法案が成立し、アゾフ連隊への支援が見合わせられるようになった。ただし、米国政府はウクライナ政府とアゾフ大隊への軍事支援は区別しており、いわゆるリーヒ法の下での必要な審査が、米国がアゾフを支援することを防いでいるとして（リーヒー法は、「国務長官が特定のユニットが重大な人権侵害を犯しきたという信頼できる情報を持っている」場合、米国の支援がそのグループに行くことを禁止している)、ウクライナへの同様の支援は継続している。
アゾフ連隊は公に外国人排斥を主張しているわけではないとされる他、「自分達はネオナチではない」と主張しているとされる。また、ユダヤ系ウクライナ人のヴィタリー・チェルボネンコは「ウクライナで反ユダヤ主義が拡大しているという主張は非常に誇張されている」と述べている。

### ウクライナ国外のユダヤ人団体からの抗議
2018年7月、40人以上のイスラエル人権活動家がウクライナへの武器販売を停止するための請願書をイスラエル高等法院に提出し、ウクライナへのイスラエルの武器輸出の停止を要求した。イスラエルはこれらの武器のいくつかが右翼のアゾフ連隊の手に渡ることを知り、輸出差し止めを求めた。

### SNSにおける扱い
フェイスブックはアゾフ大隊を2022年ロシアのウクライナ侵攻以前においては、危険組織としてプラットフォームから排除し、賞賛したりすることを禁じていた。

### ウクライナ国外での極右の反応
侵攻前には、ウクライナ国外の極右・ネオナチの政治団体とのつながりが指摘されていた。アゾフ大隊と交流もあったドイツの極右・ネオナチの政治団体Der III. Wegは、ドイツのネオナチの中でも立場が分かれる中、ウクライナ民族主義支持を表明している。SITE Intelligence Groupによると、侵攻後には、西欧を中心としたネオナチのチャットトークなどで、アゾフ大隊加入などに関する話題が急上昇しているという

### 過激主義への批判と反論
2019年にニュージーランドで発生した「クライストチャーチモスク銃乱射事件」や米国カルフォルニア州の極右団体の事件など2020年3月時点までに関与を疑われた事件は複数あり、複数のメディアからも白人至上主義との関わり合いを疑う報道が出ているが、2022年4月29日時点では、それらの白人至上主義者の犯罪に対してアゾフが具体的に関与し、それを支援したことを立証出来た事件は一件もない。
- 『UKURAINER』によればアゾフ連隊のメンバーはネオナチではないと批判している。プーチンはウクライナ侵略を宣言したとき、「特別軍事作戦」の最終目標の一つとして「非ナチ化」を宣言した。世界中の多くの人にとって、これはウクライナの現実とは無縁の、プーチンの病的な想像力のみに基づく主張で全くナンセンスであり、ロシアのウクライナ侵略計画が何年も前から準備されていたように、ロシア国民や世界中の人々の目に戦争の正当な根拠を築くための努力も行われていた。その努力の大きな部分を占めたのが、ウクライナのネオナチに関する説得力のあるストーリーを作ることだった（極右政党が選挙で3％以下の得票率にとどまり、政治力を持たない国について作り出すのは困難なことである。）としている。ウクライナにナチスがいるというロシアの話は、ウクライナ国家親衛隊のアゾフ連隊につながる一本の糸で結ばれている。この話は非常に説得力があり、ロシアによるウクライナへの本格的な侵略が始まって100日たっても「アゾフ連隊の隊員は本当にネオナチなのか」という疑問を持つ人がいるほどであり、この疑問に答え、なぜこの軍隊のイメージがいまだにメディアや西側諸国の人々の間で流布しているのかを理解するためには、アゾフ連隊の歴史と、本格的な戦争の前と後のメディアでどのように描かれてきたかを調べてみる必要があると主張している。[108]
- 2014年のクリミア不法占拠後、ロシアはドネツクとルハンシクの分離主義者の蜂起を画策し、結果、ウクライナ東部に侵略してきた。親ロシア派のヤヌコヴィッチ大統領（当時）の下で資金不足に陥り、構造的に腐敗していたウクライナ軍は、侵略に適切に対応することができなかった。そこで、ユーロ・マイダン革命で親露派政権に立ち向かった市民有志が動員され、ウクライナの防衛力のギャップを埋めることになった。ロシアの侵略に対抗して、アゾフ連隊（ウクライナ南部のドネツク、ザポリッジャ、ヘルソンの3地方に接するアゾフ海にちなんで名付けられた）をはじめ、多くの義勇軍大隊が創設された。部隊の中心は、ハルキウを拠点とするサッカークラブ「メタリスト」のファン、「オートマイダン」（マイダン革命時の車を使った抗議運動）の活動家、「ウクライナの愛国者」などのハルキウに拠点を置くいくつかの極右グループのメンバー、社会民族会議（SNA）のメンバーで構成されていた。「ウクライナの愛国者」もSNAもアンドリー・ビレツキーが率いていた[109]
- 2014年5月から6月にかけてマリウポリで分離主義者とロシア軍からの解放に参加した後、アゾフ連隊はウクライナ国民の間で高い評価を確立し、より多くの志願者を集めるようになった。この部隊に関する一般的な神話の1つは、民兵集団（一時的に活動する軍隊で、そのメンバーは常備軍の兵士ではないと定義されている）であるということだ。しかし、これは誤りである。2014年秋、アゾフはウクライナ内務省指揮下の国家親衛隊に統合され、マリウポリに永続的に駐留することになった。[110]
- ウクライナでは、2014年のマリウポリ防衛や2022年の本格的な侵略の際に活躍したことが、アゾフ連隊の意義に直結している。特に2022年以前の軍務は別として、アゾフ連隊のメンバーが公の場で語られることはほとんどない。2014年にウクライナで起きた親欧州・民主化運動に不満だったロシアは、ウクライナの正当な政府が「ファシスト」あるいは「ネオナチ軍団」によって転覆されたと主張しはじめた。国際メディアはすぐにこの話を取り上げ、クレムリンにそのような発言の根拠があるかどうかを論じ、それを利用した。極右過激派を研究しているウクライナ自由人権センターの専門家会議メンバーで、少数民族権利監視グループの代表であるヴャチェスラウ・リハチェウは、アゾフ連隊の大規模な報道を悪循環と表現している。『マスコミがアゾフのことを書くのは、マスコミがアゾフのことを書くからで、それは単なる強迫観念であり、対応する価値はない』と、リハチェウはアゾフ連隊に関する論説の中で書いている。しかし、アゾフ連隊のメンバーがネオナチであると非難する根拠はあるのだろうか?と反論している[111]
- まず、ネオナチズムとは何を意味し、より広範な極右政治運動とどのように異なるのかを定義することが重要である。両者は、保守的な価値観、ある人種・民族の他者に対する優位性、法と秩序など、共通の思想を持つが、ネオナチは、特にヒトラーの人種・社会に関する思想にならって、ナチスの思想を復活させようとする点で異なる。つまり、ネオナチはすべて極右の個人であるが、極右の個人がすべてネオナチというわけではない。しかし、この2つの定義の境界線はメディアによってかなり曖昧にされ、どちらかが便利なナラティブの道具として使われることがある。秘密のバイオラボや隠された核兵器についての無意味な主張、戦争犯罪の否定を見れば、ロシアのテレビ司会者や政治家、政府高官の言うことは何も真実として受け止められるべきではないことは明らかだと主張。アゾフ連隊の場合、ロシアのメディアはアゾフ連隊の創設者の経歴と極右運動への参加に固執し、連隊全体が今日ネオナチで構成されていると主張するストーリーを作り上げたが、これは単なる虚偽である。創設メンバーの一人であるアンドリー・ビレツキーは確かに物議を醸した経歴を持っているが、このことは現在のアゾフ連隊のメンバーや、彼らの政治的見解やイデオロギーを定義するものではない。アゾフ連隊の結成に尽力し、創設者とされる右派政党「国民軍団」議長のアンドリー・ビレツキーは、2014年に数カ月間だけ連隊の指揮を執ったに過ぎない。ビレツキーはその後、政治活動に復帰したが、一部の海外メディアは、「国民軍団」を創設したのはビレツキーではなく、アゾフ連隊であるという誤った情報をいまだに流し続けている。ここで重要なのは、ビレツキーがウクライナ議会の議員だったのは2014年から2019年までで、再び再選されることはなかったということだ。現在、彼の政党は国内では政治的な力を持たない。しばらく前にアゾフ連隊を去ったにもかかわらず、ビレツキーはいまだにアゾフ連隊を「自分の発案」だと考えており、リハチェウによれば、自分の政治的キャリアを進めるためにアゾフ連隊の「商標」を積極的に利用しているという。ビレツキーは国会議員時代に「アゾフ市民運動」を創設したが、ビレツキーとその支持者が創設したこれらの政党や運動は、ウクライナ国家親衛隊の一部門であるアゾフとは全く別のものであることに留意することが重要である。また、ウクライナでは軍人と法執行官が政党を設立したり、そのメンバーになったりすることは禁じられていることも忘れてはならない。
- アゾフ連隊は断じてネオナチではなく、初期の極右創設者たちは2014年末までに連隊を去ったが、ロシアのプロパガンダマシンと一部の西側メディアは、いまだに彼らを使ってアゾフの評判を落としているのである。長年にわたって進化し、変化してきた部隊全体について、創設者のプロフィールだけに基づいてそのような一般化した主張をすることは、間違っているだけでなく、ウクライナにとっても有害である。国際舞台でウクライナの信用を落とすことこそ、ロシアのメディアの目標であると主張している。ウクライナ軍は特定のイデオロギーを理由に編成することはできず、国家親衛隊のイデオロギーとして考えられるのは、懲戒規程（ちなみにこの規程には、「人権、名誉、尊厳を尊重する」「人権を侵害したり、人間の名誉や尊厳を傷つけるような発言や行動を慎む」義務が明記されている）だけであるという。「白人至上主義者ばかり」と言われる連隊は、実は多くの人が思っている以上に多様性に富んでいる。本格的な戦争の前も今も、ユダヤ人、クリミア・タタール人、モルドヴァ人、ジョージア人など、多くの少数民族や国家の代表がアゾフ連隊に所属している。リハチェウによると、公然と過激な意見を述べる者は全員、2017年にアゾフ連隊の新司令部によって排除されたという。さらに、アゾフ連隊は最近の声明で「ナチズムとスターリン主義を軽蔑する」ことを強調した。
- 「ロシアのプロパガンダは、ウクライナに存在するとされる犯罪的なネオナチ『民族主義大隊』の印象を育んできた。プロパガンダ担当者は客観的な事実（大隊創設者の政治的過去など）を使って、印象的なイメージを作り上げている。このイメージは偽物だが、ロシアのプロパガンダは過小評価されるべきではない。それは体系的で、専門的で、説得力のあるナラティブである。特に、このようなあからさまな嘘に慣れていない西側社会では、そうである。西側社会は通常、世界について白黒のビジョンを拒否し、より複雑なモデルを検討する。典型的な例では、両極端の間にある中間のどこかに真実を見出そうとする。しかし、ポーランドの歴史家アダム・ミチニクが言ったように『真実は真ん中にあるのではなく、どこにでもある』のだ。プロパガンダは、それを信じようとするときにのみ機能する。もし内面的にプロパガンダに同意していれば、説得するのは簡単だ。西側諸国は、すべてが複雑で曖昧であるという作り話で自分たちを騙すのに都合がいいのだ。この場合、介入する必要も罪悪感を抱く必要もなく、良心は澄み切っている。ウクライナのナチズムに関する神話がまだ存続している理由の一つは、それがロシアだけでなく利益をもたらすからである。これは、何もせず、ウクライナが敵と孤独に戦うのを見守り、不平等な戦いでマリウポルを全力で守り、その多くが殺され、ロシアの捕虜になった人たちもいるアゾフの戦士たちにあまり同情を覚えないための大義名分である。」 という。[112]
- 2015年3月10日の『USAトゥデイ』の記事によれば、記者のインタビューに対して、アゾフ連隊の新兵訓練係のアレックス軍曹を名乗る人物が自分をナチスだと認め、彼の苦楽を共にした戦友のうち、たかだか半分以下しかナチスでないと笑いながら答えた。名誉毀損防止同盟は、アレックスと名乗ったこの人物はネオナチが流用することもある古代北欧のシンボル「ミョルニル」を描いたワッペンをつけていたとしている。一方で、アレックスは大戦中のドイツのようにウクライナの強力なリーダーシップを支持しているが、ユダヤ人に対するナチスの大量虐殺に反対していると述べ、また少数派は平和で特権を要求しない限り容認されるべきであり、裕福なオリガルヒの財産は奪われ国有化されるべきであると述べた。アゾフ連隊のスポークスマンであるアンドリー・ディアチェンコはアレックスの発言を受け、メンバーの僅か10％から20％がナチスであると述べ、「アレックスがナチスであることは知っているが、それは彼の個人的なイデオロギーであり、アゾフの公式イデオロギーとは無関係である。」「彼は優れた訓練軍曹であり、戦術と武器のスキルの優れたインストラクターだ。」と述べた。また、副司令官であるオレグ・オドノロジェンコは「アレックスはグループの代弁者ではなく旅団の立場と解釈されるような発言をする権利はない。規律を欠く行為には厳罰を科す。」と述べた[113]。

- 同年6月22日、日本の『産経新聞』は、アゾフは外国人排斥を主張しているわけではないと報じた[114]。

- 2018年10月、米国バージニア州シャーロッツビルでの2017年8月の集会を含むいくつかの集会で暴力を振るったして、カリフォルニア州の白人至上主義の右翼団体のメンバーとアゾフ大隊のメンバーとの関連が報じられた。宣誓供述書によれば、事件の容疑者とされたRobert RundoとRundoが設立したアメリカの極右RiseAbove Movement（RAM）の3人のメンバーらは暴力を振るうように扇動し、共謀した罪で起訴された[115][116]。2018年10月、この事件を担当した、この時点で10か月の経験を持つFBI特別捜査官のスコット・ビアワースは、「アゾフがRAMの軍事訓練を施し、彼らの過激化を助けた」と申し立てた。根拠として、Rundoが経営しているRight Brand ClothingのInstagramページに、東ヨーロッパのファシスト、ネオナチシーンの第一人者であるオレーナ・セメンヤカ（es:Olena Semenyaka）と、2018年夏にドイツで開かれたネオナチ組織が主宰するフェスティバルに参加し講演した時に面会したとみられる写真を挙げた。セメヤカは、当時、他のウクライナの極右政党とアゾフ大隊の創始者ビレツキーが退役後に共同で設立した、極右政党ナショナル・コー（国家軍団）の国際部門の責任者を務めており、ビアワース捜査官のこの申し立てにおいて、「現在、ウクライナ国家親衛隊の一員であるアゾフ大隊は、ネオナチの象徴主義とイデオロギーで知られており、米国を拠点とする白人至上主義組織の訓練と過激化に参加している。」とした[117][118]。しかし、Bierwirthは、アゾフ連隊がRAMのメンバーに軍事的訓練を提供したという彼の主張を裏付ける、更なる証拠を提示されないまま、2019年6月、米国地方裁判所の裁判官は、Rundoとその仲間に対する連邦告発を却下する判決を下した[116]。

- 日本の公安調査庁は『国際テロリズム要覧2021』において、極右過激主義者の脅威の高まりと国際的なつながりの項目でアゾフ大隊について言及した。公安調査庁は白人至上主義の過激派の動向を分析したThe Sofan Center（TSC）の報告書[119]を元に、『2014年，ウクライナの親ロシア派武装勢力が，東部・ドンバスの占領を開始したことを受け，「ウクライナの愛国者」を自称するネオナチ組織が「アゾフ大隊」なる部隊を結成した。同部隊は，欧米出身者を中心に白人至上主義やネオナチ思想を有する外国人戦闘員を勧誘したとされ，同部隊を含めウクライナ紛争に参加した欧米出身者は約2,000人とされる』と記述していた[120](後に誤解を招く記述だったとして削除された)。
  - 国家公安調査庁がアゾフ大隊の記述をした際に参考文献として挙げていたレポートを書いたThe Sofan Groupの代表アリ・ソーファン（Ali Sofan）は、2020年の『ニューヨーク・タイムズ』の記事までは、他国や米国の白人至上主義者の犯罪者との関わりを強く主張していたが、2021年1月7日付の『TIME』誌の記事でアゾフ連隊について、過去6年間に50か国から17,000人以上の外国人戦闘員がウクライナにやってきたと推定したが、その大多数は極右イデオロギーとの明らかなつながりを持っていないとした。
  - ロシアのウクライナ侵攻開始後の2022年4月8日、日本の公安調査庁は「近時、一部において、公安調査庁が『アゾフ連隊』をネオナチ組織と認めている旨の事実と異なる情報が拡散されている状況が見受けられるが、このような誤った情報が拡散されていることは誠に遺憾」とし、「これは『国際テロリズム要覧2021』の『ネオナチ組織がアゾフ大隊を結成した』等の記載を根拠にするようですが、そもそも、『国際テロリズム要覧』は、内外の各種報道、研究機関等が公表する報告書等から収集した公開情報を取りまとめたものであって、公安調査庁の独自の評価を加えたものではなく、当該記載についても、公安調査庁が「アゾフ大隊」をネオナチ組織と認めたものではありません。ついては、上記のような事実と異なる情報が拡散されることを防ぐため、当庁HP上の「国際テロリズム要覧2021」から上記の記載を削除することとした」と発表した[121]。

## 問題行動
これまで国連人権高等弁務官事務所（OHCHR）がウクライナ東部の武力紛争に関して発表している報告書によると、ロシア側とウクライナ側の双方の勢力の一部が暴行、略奪、レイプ等の犯罪を行っており、戦場だけでなく住宅街での民間人への暴力行為もあったとされている。アイダール大隊（aider）、アルテミフスク（Artemivsk）、アゾフ （Azov）、ドニプロ1（Dnipro-1）などの志願部隊だけでなく、ウクライナ保安庁（SBU）、ウクライナ軍の様々な部隊、ウクライナ国家親衛隊、国家警察、ウクライナ国家国境庁といったウクライナの幅広い公的機関も紛争中の恣意的な拘束や拷問・虐待に関与しているとされた。
また、アイダールやアゾフなどの志願部隊は各公的機関に正式編入される以前にも以後にもそれらの拷問や虐待に関与していたとされ、どの組織にも編入されなかった右派セクターもそれらの行為に関与したとされた。これらの事件は多くの場合、被害者は自分に危害を加えた人物の所属を特定することが出来ず、加害者が複数の組織に所属し一緒に行動していた為に一人の個人が複数の加害者による複数の侵害の犠牲者になっていた事例もあった。
報告書「ウクライナにおける紛争関連性暴力 2014年3月14日～2017年1月31日」より
- 2014年5月、ウクライナ保安庁（SBU）の命令で行動していると主張するアゾフ大隊の隊員が、ザポロージャ地方の自宅近くで女性を拉致し4～5時間にわたる脅迫と拷問にかけた。拘束者は彼女の手足を鎖で締め付け、足や銃の柄で殴り、爪に針を刺すことを強要し、「swallow」或いは「strappado」と呼ばれる激しい苦痛を伴う拷問を行い、隊員の1人は彼女を輪姦すると脅したとされる[123]。

報告書「2014年1月から2016年5月までのウクライナにおける殺害の説明責任について」より
- 2014年5月8日、ガソリンスタンドで住人とアゾフ大隊の隊員が口論になり住人が射殺された。国連ウクライナ人権監視派遣団（HRMMU）が同年11月10日に行った聴取によれば、ポルタヴァの検事、内務局長、SBU部長が現場に到着した時、彼らはアゾフ大隊から脅迫されたのでその場を離れなければならなかった。車列には200人以上のアゾフのメンバーが含まれており、紛争地帯に向かったとされている[124]。

報告書「2014年8月のイロヴァイスク事件に関連して行われた人権侵害と虐待、国際人道法違反について」より
- 2014年8月10日、母親を訪ねるため移動中の男性がドンバス大隊とアゾフ大隊を含むウクライナ軍が管理する検問で止められた。この際に、大隊のメンバーが怖がらせるために被害者の方向に銃を撃ち、手首と足をロープで縛ったまま被害者を殴り、首にロープをかけ窒息して意識を失うまで野原を引きずり回した。HRMMUが2016年6月29日に行った聴取によれば、ウクライナ軍の兵士が大隊のメンバーに彼を解放するように頼んだが、被害者は多数の血腫を負い、視力が悪化した[125]。

「ウクライナの人権状況に関する報告書」より
- 2014年8月から9月にかけて、知的障害のある男性が、アゾフ大隊とドンバス大隊の隊員8～10人から残酷な扱いやレイプなどの性暴力を受けた。2016年の2月の質問によれば、その後に被害者の健康状態が悪化し精神科病院に入院したとされている[126]。
- 同年9月にマリウポリで4人の被拘束者がSBUの職員とアゾフ大隊の隊員から虐待を受け、拷問によって傷を負ったが医療処置を受けられなかった。しばらくの間隔離拘束され、拷問によって引き出された証拠が裁判で使用されていると訴え、また法廷で証拠に異議を唱えた後にSBUによって脅迫、威嚇、虐待の形で報復を受けたと主張した[127]。
- 同年9月から2015年2月にかけて、ウクライナ軍とアゾフ連隊による民間人の家屋に対する大量の略奪、および民間人地域を攻撃の標的化した事が記録された[128]。
- 同年12月の報告によれば、ウクライナの軍事検察庁は、アイダール、アゾフ、スロボジャンシナ（Slobozhanshchina）、シャフタルスク（Shakhtarsk）など特定の任意大隊の隊員による略奪、任意拘束、虐待など、東部の民間人に対する人権侵害や国際人道法違反の相当数の申し立てについて、何らかの措置を取ったことを報告していない[129]。
- 2015年1月28日、ドネツク側を支持したとしてマリウポリの住民がアゾフ連隊の軍人3人に拘束され、建物の地下に連れ込まれ2015年2月6日まで継続的に拷問を受けた。金属の棒に手錠をかけられ、ぶら下がったまま放置され、電気、ガスマスク、ウォーターボーディングの拷問を受け、性器も殴られた[130]。
  - ヒューマン・ライツ・ウォッチ（HRW）の報告書によれば、この住人はマリウポリで分離主義者として活動しており、拘束された場所はマリウポリのリッチナヤ・オクチャブリャ通り(richnaya Oktyabrya)の建物だった。住人は拷問を受けた後にSBUに引き渡され、テロ組織幇助の罪で起訴され31日間の勾留後に裁判で釈放が命じられた。しかし釈放されず更に11カ月間隔離された後、2016年2月に「捕虜交換」として釈放された。釈放された数ヵ月後、拷問を受けた住人が仲間に建物のことを説明すると、何人かは自分も同じ場所で拷問を受けたと述べた事から、HRWの報告書は拷問を受けた建物がソユーズ映画館の近くのスポーツ学校だったと主張している[131]。
- 同年8月、ハルキウで野党支持者の一人が集会に向かう途中、「アゾフ」と書かれた軍用車を運転するマスクと制服を着た男たちに拉致され、市営墓地で殴られ、そこに放置されたと報告された[132]。
- 同年12月に難民支援NGOの代表に行った質問によれば、ウクライナ軍とアゾフ連隊は国際人道法の義務に反して民間の建物を広範に使用し、民間の資産を略奪し、人口密集地に武器と部隊を埋め込んだとされる[133]。
- 2017年5月、マリウポリで女性がアゾフ大隊の陣地に誘い込まれ、目隠しをされどこかに移送され、ライフルで膝を殴られその場で埋めると脅されたため協力を余儀なくされた。彼女は警察に引き渡され、弁護士を付けずに尋問され、武装グループのメンバーだと「自白」させられたとされる。HRMMUが2017年7月19日に行った質問によれば、彼女は裁判所に連行されたが、SBU職員が廊下で彼女の腹を2回殴ったとされる[134][135]。

2022年2月27日、アゾフ連隊の兵士とされる人物が豚の脂肪を弾丸に塗りながら、「親愛なるイスラム教徒の兄弟たち、私たちの国では、あなたは天国に行かないだろう。あなたは天国に入ることが許されない。家に帰ってください。」などと述べる動画がウクライナ国家親衛隊のTwitter公式アカウントに投稿され、非難を浴びた。国連人権高等弁務官事務所（OHCHR）は、豚肉を食のタブーとするイスラム教徒への差別、並びにネオナチ賞賛だとして批判している。